# 神谷ダム太陽光発電所

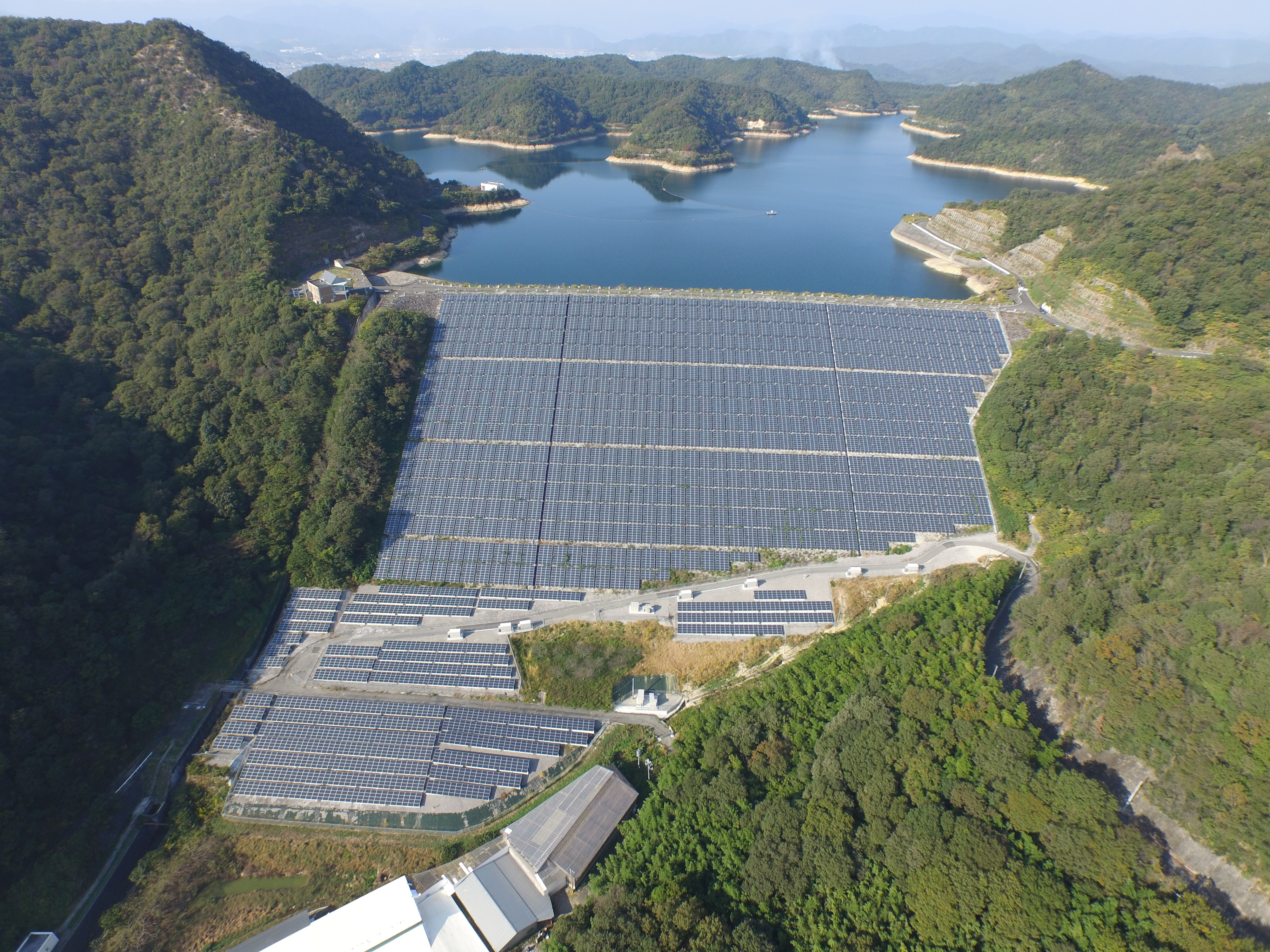

神谷ダム太陽光発電所（こたにだむたいようこうはつでんしょ）は、兵庫県姫路市豊富町神谷にある太陽光発電所。平成12年度に完成した兵庫県企業庁の水道用のロックフィルダムである神谷ダムが南面を向いていることを利用して太陽光パネルを設置し太陽光発電を行っている。

## 概要
兵庫県企業庁のメガソーラープロジェクト12か所のうちの一つの発電所である
。
パネル容量は4,992.9キロワットで、パワコン容量は4,410キロワットである

## 発電設備
- 所在地：兵庫県姫路市豊富町神谷2975-9他
- 敷地面積：約50,000㎡
- パネル：19,580枚（シャープ製）
- 発電能力：4,410kW
- 施工：三和電気土木工事　ノバック特別共同企業体
- 発電開始：2014年10月

## 沿革
- 2013年11月 - 建設開始。
- 2014年10月 - 全面稼動を開始。